# Khalifa ben Zayed Al Nahyane
Cheikh Khalifa ben Zayed Al Nahyane (arabe : خليفة بن زايد بن سلطان آل نهيان), né le 25 janvier 1948 dans la ville d'Al-Aïn, à l'époque dans les États de la Trêve, actuellement dans l'émirat d'Abou Dabi, et mort le 13 mai 2022, est émir d'Abou Dabi et président des Émirats arabes unis de 2004 à sa mort en 2022.
Il est le propriétaire de plusieurs clubs de football à travers le monde via sa holding City Football Group. Selon Forbes, il est le deuxième homme le plus riche du golfe Persique et le 17e homme le plus riche du monde avec une fortune de 19 milliards de dollars en 2014.
Son nom est cité dans l'affaire des Panama Papers en avril 2016.

## Biographie
Après des études aux États-Unis, il a été nommé en 1969 prince héritier d'Abou Dabi, la capitale et le plus riche des sept émirats, par son père, Zayed ben Sultan Al Nahyane.
Il lui a succédé à la tête de l'Émirat et à la présidence de la fédération le 3 novembre 2004. Il partage la gouvernance avec Mohammed ben Rachid Al Maktoum, Premier ministre et émir de Dubaï, et son frère Mohammed ben Zayed Al Nahyane, prince héritier d'Abou Dabi et ministre de la défense.
Durant l'été 2008, le cheikh Zayed annonce sa volonté d'investir dans le monde du football à l'étranger, officiellement pour promouvoir les émirats à travers le monde. Il fonde alors un fonds d'investissement, The Abu Dhabi United Group (ADUG), destiné à acheter le club anglais de Manchester City à l'ancien propriétaire du club, le Thaïlandais Thaksin Shinawatra. Le 1er septembre 2008, il rachète donc officiellement le club mancunien pour la somme de 259 millions d'euros.
En mai 2013, Khalifa ben Zayed, via sa société ADUG, envisage de s'acheter une équipe franchise de football aux États-Unis. Il s'associe alors avec les propriétaires de l'équipe de baseball des Yankees de New York (à hauteur de 80 % des parts pour lui et 20 % pour ces derniers) pour créer une nouvelle franchise de MLS (le championnat américain), le New York City Football Club (qui devient un club satellite de Manchester City).
Le 23 janvier 2014, le cheikh Zayed, toujours par ADUG (rebaptisé depuis City Football Group), rachète le club australien de football du Melbourne City Football Club pour 12 millions de dollars (avec 80 % des parts pour lui et 20 % pour appartenant à un consortium d’hommes d’affaires liés au club de rugby australien les Melbourne Storm,).
Le 24 janvier 2014, il est victime d'un accident vasculaire cérébral et il est opéré avec succès le lendemain. Son demi-frère, Mohammed ben Zayed conduit depuis les affaires du pays et reste considéré comme le dirigeant de facto de celui-ci.
Le 20 mai 2014, il acquiert un 4e club de football, en devenant l'actionnaire minoritaire cette fois des Japonais du Yokohama F. Marinos (le groupe Nissan avec qui Zayed signe un contrat de sponsoring restant l'actionnaire majoritaire).
Il est cité dans l'affaire des Panama Papers en avril 2016. Selon les Panama Papers, le cheikh Zayed est le propriétaire de plusieurs biens immobiliers, d'une valeur estimée à 1,2 milliard de livre sterling, situés dans les quartiers chics de Londres via des sociétés des Îles Vierges britanniques,.
En février 2020, Le Manchester City Football Club, propriété du Cheikh Mansour City Group et de Cheikh Khalifa, a été interdit et condamné à une amende pour avoir montré un investissement excessif et commis une infraction au fair-play financier. Le club a été sanctionné d'une amende de 30 millions d'euros et banni pour deux ans de la Ligue des champions. La direction déclare que le club fera appel pour combattre les accusations. Le 13 juillet 2020, le Tribunal arbitral du sport annule l'exclusion de deux ans décidée par l'UEFA, mais prononce une amende 10 millions d'euros contre le club pour son manque de coopération durant l'enquête. En parallèle, la Premier League diligente également une enquêtre visant le club et portant sur le fair-play financier, le recrutement de jeunes joueurs ainsi que la tierce propriété de joueurs.

### Divers
Il a également été le président de la First Gulf Bank (en), la plus grosse banque de son pays.
Il est le propriétaire du yacht de luxe Azzam, qui fut le plus long du monde, avec 180 m.
L'un de ses jeunes frères, cheikh Issa, laisse publier en 2005 une vidéo où il torture un homme d'affaires afghan à l'aide d'une mitrailleuse automatique, de fouets, d’aiguillons à bétail électrifiés et de planches de bois cloutées. En 2010, un tribunal émirati le déclare irresponsable de ses actes en raison de ses troubles mentaux.
On lui doit la restauration du théâtre du château de Fontainebleau qui débuta en 2007, grâce au mécenat d'Abou Dabi (pour 10 millions d'euros, en contrepartie de quoi la salle est renommée « théâtre Cheikh Khalifa Bin Zayed Al Nahyan ») : elle a permis de conserver au maximum les tissus, décors et objets d'origine. L'inauguration a lieu le 30 avril 2014, en présence du cheikh et de la ministre de la Culture, Aurélie Filippetti.

### Mort
Après un accident vasculaire cérébral en 2014 l'ayant diminué et réduit ses apparitions publiques, Cheikh Khalifa meurt le 13 mai 2022, à l'âge de 74 ans. 
Paris salue un « dirigeant respecté de tous » alors que le président américain, Joe Biden, rend hommage à « un vrai partenaire et ami des États-Unis ». Le président russe, Vladimir Poutine, et le Premier ministre du Royaume-Uni, Boris Johnson, font part de leurs condoléances, de même que les rois Mohammed VI du Maroc, Salmane d'Arabie saoudite et Abdallah II de Jordanie. Alors que le gouvernement des Émirats arabes unis décrète un deuil officiel et la mise en berne des drapeaux pour une durée de 40 jours, une quinzaine d'autres pays, dont le Brésil, font de même.

### Hommage
Le 15 mai a lieu l'hommage à l'ancien président. Emmanuel Macron et de nombreux dignitaires étrangers des pays du Golfe y participent, ainsi que les présidents égyptien Abdel Fattah al-Sissi, irakien Barham Salih, tunisien Kaïs Saïed et allemand Frank-Walter Steinmeier,. Boris Johnson, la vice-présidente des États-Unis Kamala Harris et le secrétaire d'État Antony Blinken, le président israélien Isaac Herzog et le roi d'Espagne Felipe VI sont également présents.
Son frère Mohammed ben Zayed lui succède.

## Décorations nationales
- Souverain grand maître de l’ordre de l’Union (Émirats arabes unis).
- Grand maître souverain de l’ordre de l’Indépendance (Émirats arabes unis).
- Souverain grand maître de l’ordre de Zayed (Émirats arabes unis).
- Grand maître souverain de l’ordre d’Al Nahayan (émirat d’Abou Dhabi).

## Décorations étrangères
- Collier de l'ordre du roi Abdelaziz (Arabie saoudite)
- Grand collier de l'ordre national de la Croix du Sud (Brésil)
- Grand cordon du grand ordre de Mugunghwa (Corée du Sud)
- Grand-croix de l’ordre d’Isabelle la Catholique (Espagne)
- Collier de l'ordre du Mérite civil (Espagne)
- Collier de l'ordre de l'Aigle d'or du Kazakhstan (en) (Kazakhstan)
- Chevalier grand-croix de l'ordre du Bain (Royaume-Uni)
- Chevalier grand-croix honoraire de l’ordre le plus distingué de Saint-Michel et Saint-Georges (Royaume-Uni)
- Grand collier de l'État de Palestine (Palestine)
- Chevalier grand-croix de l’ordre du Lion néerlandais (Pays-Bas)
- Première classe de l'ordre du Prince Iaroslav le Sage I (Ukraine)
- Ordre de Saparmyrat Türkmenbaşy le Grand du Turkménistan
- Grand cordon de l'ordre de la République (Tunisie)